# Hans Eugster
Hans Eugster (* 27. März 1929 in Heiden AR; † 12. November 1956 in Luzern) war ein Schweizer Turner und Olympiasieger.

## Leben
Bei den Olympischen Sommerspielen 1952 in Helsinki nahmen erstmals die Turner aus der Sowjetunion teil und dominierten gleich in den meisten Entscheidungen. Ihr Hauptkonkurrent waren nicht die finnischen Athleten, die vier Jahre zuvor die erfolgreichste Nation bildeten, sondern die Schweizer um Hans Eugster, Jack Günthard und Josef Stalder. Eugster nahm an allen acht Wettkämpfen im Gerätturnen teil. Er gewann den Einzelwettbewerb am Barren vor Wiktor Tschukarin, dem erfolgreichsten Sportler an den Spielen in Helsinki, und Bronze an den Ringen. In der Mannschaftswertung belegten die Schweizer den zweiten Platz hinter den Turnern aus der UdSSR,  aber vor den Finnen.
An den Turn-Weltmeisterschaften 1950 in Basel wurde Eugster Weltmeister am Barren und gewann die Bronzemedaille an den Ringen.
1954 in Rom gewann er eine weitere Bronzemedaille am Barren.
Eugster starb an einer Krankheit.